# Innaanganeq
Innaanganeq [ˌiˈnːaːŋanɜq] (nach alter Rechtschreibung Ivnânganeĸ; Inuktun Innaanganeq [ˌiˈnːaːŋanɜ(q)]) ist eine wüst gefallene grönländische Siedlung im Distrikt Qaanaaq in der Avannaata Kommunia.

## Lage
Innaanganeq befindet sich am Kap York an der Ostküste der Landspitze südlich des Gletschers Sermipaluk. Der nächstgelegene Ort ist Savissivik 37 km östlich.

## Geschichte
Die Inughuit zogen früher nomadisch durch die Thule-Region. Dabei gab es vier Gruppen, die sich jeweils in ihrem Gebiet niederließen. Innaanganeq war Teil der Wohnplatzgruppe Nigerliit, also der südlichsten der vier. 1951 hatte Innaanganeq 7 Einwohner. 1952 hatte der Wohnplatz 17 Bewohner. Im Jahr darauf waren es 25 Personen, die in Innaanganeq lebten. 1960 wurden keine Bewohner mehr dort gezählt, was heißt, dass der Wohnplatz in den 1950er Jahren aufgegeben worden ist.